# 100 TVarzy Grzybiarzy
100 TVarzy Grzybiarzy – polski zespół grający punk rock, metal i muzykę alternatywną z Dąbrowy Górniczej założony w 2001 roku. W 2005 roku wystąpili na festiwalu Przystanek Woodstock.

## Skład
- Robert „Jemsu” Strzała – wokal
- Piotr „Zajdziu” Zajdek – gitara, wokal
- Marcin „Pajkel” Miklasiński – gitara, wokal
- Wojciech „Goły” Gołębiowski – gitara basowa, wokal
- Michał „Leksu” Leks – perkusja

## Dyskografia
- Konz i Konza (2001)[4][5]
- PoTVarzalność (2006)[6]